# Hans Pezold
Hans Pezold (* 10. April 1901 in Mülsen St. Jacob; † 1. September 1984 in Leipzig) war ein deutscher Musikwissenschaftler und Hochschullehrer.

## Leben und Werk
Pezold war der Sohn des Arztes Max Pezold und dessen Ehefrau Frieda geb. Dietzsch. Nach dem Besuch der Volksschule in Mülsen St. Jacob und der höheren Bürgerschule in Zwickau besuchte er von 1920 bis 1922 das Konservatorium in Leipzig und studierte dann an der Universität Leipzig bis 1925 Musik. Er erwarb Universitätsabschlüsse für das höhere Lehramt in Musik und Deutsch und trat der SPD bei. 1933 musste er aus politischen Gründen seinen Beruf als Studienassessor an der Höheren Schule für Frauenberufe in Leipzig aufgegeben und wurde in den Volksschuldienst versetzt. 1941 erfolgte seine Einberufung zur Wehrmacht. Nach seiner Entlassung aus der englischen Kriegsgefangenschaft war er bis 1952 Studienrat an der Leibniz-Oberschule in Leipzig und wurde dann Dozent für Methodik des Musikunterrichts, Geschichte der Schulmusik, Ästhetik und Formenlehre an der Philosophischen Fakultät der Universität Leipzig. Er war seit 1946 Mitglied der SED. 1957 promovierte er zum Dr. phil. 1965 erfolgte seine Berufung als Professor mit Lehrauftrag für Musikerziehung. Ein Jahr später wurde er emeritiert.

## Schriften (Auswahl)
- Johann Gottfried Hientzsch (1787–1856), sein Wirken für die Musik. Leipzig 1957.
- Die Beethovenpflege der Arbeiterklasse. Leipzig 1971.
- Redaktion der Reihe Die Musikstadt Leipzig.

## Ehrungen
- 1981: Vaterländischer Verdienstorden in Gold